# آدم‌ربایی جیسی دوگارد
آدم‌ربایی جیسی دوگارد در ۱۰ ژوئن سال ۱۹۹۱ در سن یازده سالگی و هنگام بازگشت از مدرسه به خانه، بوسیله یک زن (نانسی گاریدو) و یک مرد (فیلیپ گاریدو) رخ داد.
جیسی دوگارد (زاده ۳ مه ۱۹۸۰) در جلوی خانه خود در شهر ساوث لیک تاهو در ایالت کالیفرنیا ربوده شد و جستجوها برای یافتن او نتیجه‌ای نداد. اگرچه پدرخوانده اش، کارل پروبین شاهد دزدیده شدن او بوده و با دوچرخه آن‌ها را تعقیب کرده‌است. او ۱۸ سال در اسارت ربایندگان خود به سر برد و سرانجام در ۲۶ اوت ۲۰۰۹ پیدا و آزاد شد. در ۲۴ و ۲۵ اوت این سال، فیلیپ گاریدو همراه دو دخترش به پردیس دانشگاه کالیفرنیا سر می‌زند. رفتار عجیب آن‌ها توجه پلیس را جلب می‌کند.
جیسی دوگارد در مدت اسارت، دو دختر به دنیا آورد که در زمان آزادی، ۱۱ و ۱۵ساله بودند. فیلیپ گاریدو، هم‌اکنون به جرم چهارده مورد آدم‌ربایی به قصد تجاوز جنسی، به۱۳۴ سال زندان محکوم شده‌است.
در سال ۲۰۱۰، ایالت کالیفرنیا ۲۰میلیون دلار به خانواده دوگارد پاداش داد. در سال ۲۰۱۱، دوگارد کتابی با عنوان زندگی ربوده شده نوشت. دومین اثر او با نام آزادی: کتاب نخستین‌ها در سال ۲۰۱۶ منتشر شد. بر اساس مصاحبه‌ها، دوگارد مجرد ماند، بر زندگی خود، فرزندان و خانواده اش تمرکز کرد. محل سکونت او مشخص نیست.

## سابقه سارق
مجرم اصلی این پرونده، فیلیپ گاریدو، در ۵ آوریل ۱۹۵۱ در پیتسبورگ کالیفرنیا متولد شد. او در برنتوود زندگی می‌کرد و در سال ۱۹۶۹ از دبیرستان لیبرتی فارغ‌التحصیل شد. در سال ۱۹۷۲ گاریدو به اتهام آزار جنسی به یک دختر ۱۴ساله دستگیر شد ولی دختر حاضر به شهادت نشد و پرونده به دادگاه نرفت.
در سال ۱۹۷۳، گاریدو با همکلاسی دوران دبیرستان، کریستین مورفی ازدواج کرد. مورفی گفت گاریدو او را آزار می‌داده و زمانی که می‌خواست ترکش کند، او را دزدید.
در سال ۱۹۷۶ گاریدو یک دختر ۲۵ساله به نام کاترین کالاوی را در سوت لیک تاهو، کالیفرنیا دزدید. او را به یک انباری در رنو، نوادا برد و به مدت پنج ساعت و نیم به او تجاوز کرد. یک افسر پلیس متوجه ماشینی شد که بیرون انبار پارک شده بود. او قفل در را شکست و گاریدو را دستگیر کرد. او در دادگاه‌های فدرال و ایالتی محکوم شد. در سال ۱۹۷۶ با حکم روان‌پزشک، مشخص شد دچار «اختلال جنسی و اعتیاد» است. روان‌پزشک توصیه کرد که مورد بررسی عصب‌شناسی قرار بگیرد، چون ممکن بود اعتیاد «تاحدی» دلیل انحرافات جنسی «ترکیبی» یا «چندگانه» او باشد. نتیجه بررسی عصب‌شناس عادی این بود. گوریدو در دادگاه شهادت داد که کنار مدارس ابتدایی و دبیرستان دختران را تماشا و خودارضایی می‌کند. در ۹ مارس ۱۹۷۷ محکوم شد و در ۳۰ ژوئن ۱۹۷۷، مجازات ۵۰ساله خود را در کانزاس آغاز کرد.
گاریدو در لیونورث با نانسی بوکنگرا آشنا شد. در ۵ اکتبر ۱۹۸۱ او و بوکنگرا با هم ازدواج کردند. در ۲۲ ۲۲ ژانویه ۱۹۸۸ گاریدو به زندان ایالتی نوادا منتقل شد و ۷ماه آنجا ماند. سپس در ۲۶ اوت ۱۹۸۸ عفو مشروط فدرال گرفت. او در خانه مادرش پیرش زندگی می‌کرد که دچار زوال عقل بود. در این دوران، گاریدو تحت نظر بود و افسرهای پلیس، معاون کلانتر و مأموران فدرال به او سر می‌زدند.
در سال ۲۰۰۹، پدرش مانوئل گاریدو گفت پسرش در کودکی «خوب» بود ولی در دوره نوجوانی با موتورسیکلت تصادف کرد و به شدت عوض شد. گاریدو بعدها به موادمخدر روی آورد. مانوئل گاریدو در سال ۲۰۱۱ و ۸۹سالگی درگذشت.

## کتاب دوگارد دربارهٔ آدم‌ربایی‌اش
کتابی در توصیف زندگی جیسی دوگارد که قربانی آدم‌ربایی شده و ۱۸ سال از عمر خود را در اسارت ربایندگانش به سر برده بود، در نخستین روز انتشار در صدر فهرست پرفروش‌ترین کتاب‌های ایالات متحده قرار گرفت.
این کتاب که «زندگی ربوده شده» نام دارد شرح زندگی جیسی دوگارد، و همچنین تنهایی‌ها و وابستگی‌های دردناک به ربایندگانش در طول هجده سال اسارت اوست.
خانم دوگارد در این پرفروش‌ترین کتاب روز آمریکا شرح می‌دهد که از زمان ربوده شدنش چگونه بارها از سوی مرد رباینده، مورد تجاوز جنسی قرار می‌گرفت. این کتاب، مهرماه سال ۹۹، در ایران با ترجمهٔ میعاد بانکی از نشر مروارید منتشر شد.